# سلطة أخلاقية
السلطة الأخلاقية (بالإنجليزية: Moral authority) هي سلطة تقوم على مبادئ أو حقائق أساسية مستقلة عن القوانين الوَضْعِيَّة أو المكتوبة. وعلى هذا الأساس، تستَوْجِب السلطة الأخلاقية وجود الحقيقة والامتثال لها. ولأن الحقيقة لا تتغير، فإن مبادئ السلطة الأخلاقية غير قابلة للتغيير أيضًا، ذلك بالرغم من أنه عند تطبيقها على ظروف الأفراد، فإن تعليمات السلطة الأخلاقية للتَّصَرُّفات قد تَتَفَاوَتْ بسبب متطلبات الحياة البشرية. هذه المبادئ -التي يمكن أن تكون ذات طبيعة ميتافيزيقية أو دينية- تُعْتَبَر معيارًا لأفعال الأفراد، سواء أكانت تلك الأفعال مشمولة في القوانين المكتوبة أم لا، ذلك حتى وإن كان المجتمع يتجاهل تلك المبادئ أو ينتهكها. بالتالي، فإن السلطة الأخلاقية تتطبق على الضمير الخاص بكل فرد، ويكون هو حرًّا بالتصرف وفقًا لتعليمات تلك السلطة أو خِلَافًا لها.
بناءً على ذلك، تُعَرَّف السلطة الأخلاقية أيضًا بأنها «المُسَلَّمَات الأساسية التي توجِّه أفكارنا عن العالم».